# سرندیپیتی (فیلم)
«سرندیپیتی» (انگلیسی: Serendipity) فیلمی در ژانر کمدی رمانتیک و رمانتیک است که در سال ۲۰۰۱ منتشر شد.

## بازیگران
- جان کیوساک
- کیت بکینسیل
- بریجیت مویناهان
- جان کوربت
- جرمی پیون
- یوجین لوی
- مالی شنون
- لوسی گوردون